# 黄洋 (1965年)
黄洋(1965年—)，湖北人，中国教育部长江学者特聘教授，复旦大学历史系教授，主要从事古希腊史研究。著有《古代希腊土地制度研究》、《世界文化史》、《希腊史研究入门》。

## 生平
黄洋于1985年获复旦大学历史学学士学位，后获伦敦大学古典学博士学位。2012年起任复旦大学教授。